# C12orf43
C12orf43‏ (Chromosome 12 open reading frame 43) هوَ بروتين يُشَفر بواسطة جين C12orf43 في الإنسان.